# Canton de Haute Lande Armagnac
Le canton de Haute Lande Armagnac est une circonscription électorale française du département des Landes.

## Histoire
Un nouveau découpage territorial des Landes entre en vigueur à l'occasion des élections départementales de 2015. Il est défini par le décret du 18 février 2014, en application des lois du 17 mai 2013 (loi organique 2013-402 et loi 2013-403). Les conseillers départementaux sont, à compter de ces élections, élus au scrutin majoritaire binominal mixte. Les électeurs de chaque canton élisent au Conseil départemental, nouvelle appellation du Conseil général, deux membres de sexe différent, qui se présentent en binôme de candidats. Les conseillers départementaux sont élus pour 6 ans au scrutin binominal majoritaire à deux tours, l'accès au second tour nécessitant 12,5 % des inscrits au 1er tour. En outre la totalité des conseillers départementaux est renouvelée. Ce nouveau mode de scrutin nécessite un redécoupage des cantons dont le nombre est divisé par deux avec arrondi à l'unité impaire supérieure si ce nombre n'est pas entier impair, assorti de conditions de seuils minimaux. Dans les Landes, le nombre de cantons passe ainsi de 30 à 15.
Le canton de Haute Lande Armagnac est formé de communes des anciens cantons de Sore (4 communes), de Roquefort (12 communes), de Gabarret (15 communes), de Labrit (9 communes) et de Sabres (7 communes). Il est entièrement inclus dans l'arrondissement de Mont-de-Marsan. Le bureau centralisateur est situé à Labrit.

## Représentation
| Période élective | Période élective | Mandat | Mandat   | Identité              | Nuance | Nuance | Qualité |
| ---------------- | ---------------- | ------ | -------- | --------------------- | ------ | ------ | --- |
| 2015             | 2021             | 2015   | 2021     | M. Dominique Coutière |        | PS     | Ingénieur, chef d'entreprise Maire de Labrit Président de la Communauté de communes du Pays d'Albret Président du Pays des Landes de Gascogne Premier Vice-Président du Conseil départemental |
| 2015             | 2021             | 2015   | 2021     | Magali Valiorgue      |        | PS     | Assistante parlementaire Adjointe au maire de Sabres |
| 2021             | 2028             | 2021   | en cours | Dominique Coutière    |        | PS     | Maire de Labrit Président de la Communauté de communes du Pays d'Albret Président du Pays des Landes de Gascogne 1er Vice-Président du conseil départemental, chargé des finances             |
| 2021             | 2028             | 2021   | en cours | Magali Valiorgue      |        | PS     | Chargée de mission territoriale, adjointe au maire de Sabres |

### Résultats détaillés

#### Élections de mars 2015
À l'issue du 1er tour des élections départementales de 2015, deux binômes sont en ballottage : Dominique Coutière et Magali Valiorgue (PS, 43,77 %) et Hélène Blanchet et Philippe Saint Martin (Union de la Droite, 23,59 %). Le taux de participation est de 57 % (9 630 votants sur 16 894 inscrits) contre 57,2 % au niveau départemental et 50,17 % au niveau national.
Au second tour, Dominique Coutière et Magali Valiorgue (PS) sont élus avec 59,82 % des suffrages exprimés et un taux de participation de 56,16 % (5 042 voix pour 9 488 votants et 16 894 inscrits).

#### Élections de juin 2021
Le premier tour des élections départementales de 2021 est marqué par un très faible taux de participation (33,26 % au niveau national). Dans le canton de Haute Lande Armagnac, ce taux de participation est de 43,17 % (7 330 votants sur 16 979 inscrits) contre 40,28 % au niveau départemental. À l'issue de ce premier tour, deux binômes sont en ballottage : Dominique Coutière et Magali Valiorgue (PS, 62,38 %) et Geneviève Balland et Gilles Laporte (Union au centre et à droite, 21,19 %).
Le second tour des élections est marqué une nouvelle fois par une abstention massive équivalente au premier tour. Les taux de participation sont de 34,36 % au niveau national, 40,68 % dans le département et 42,89 % dans le canton de Haute Lande Armagnac. Dominique Coutière et Magali Valiorgue (PS) sont élus avec 70,95 % des suffrages exprimés (4 589 voix pour 7 282 votants et 16 979 inscrits),,.

## Composition
Le nouveau canton de Haute Lande Armagnac comprend quarante-sept communes.
| Nom                            | Code Insee | Intercommunalité         | Superficie (km2) | Population (dernière pop. légale) | Densité (hab./km2) | Modifier                                    |
| ------------------------------ | ---------- | ------------------------ | ---------------- | --------------------------------- | ------------------ | ------------------------------------------- |
| Labrit (bureau centralisateur) | 40135      | CC Cœur Haute Lande      | 72,18            | 849 (2022)                        | 12                 | modifier les données · modifier les données |
| Argelouse                      | 40008      | CC Cœur Haute Lande      | 22,79            | 96 (2022)                         | 4,2                | modifier les données · modifier les données |
| Arue                           | 40014      | CC des Landes d'Armagnac | 48,11            | 358 (2022)                        | 7,4                | modifier les données · modifier les données |
| Arx                            | 40015      | CC des Landes d'Armagnac | 24,18            | 51 (2022)                         | 2,1                | modifier les données · modifier les données |
| Baudignan                      | 40030      | CC des Landes d'Armagnac | 23,30            | 53 (2022)                         | 2,3                | modifier les données · modifier les données |
| Bélis                          | 40033      | CC Cœur Haute Lande      | 20,46            | 164 (2022)                        | 8,0                | modifier les données · modifier les données |
| Betbezer-d'Armagnac            | 40039      | CC des Landes d'Armagnac | 8,10             | 133 (2022)                        | 16                 | modifier les données · modifier les données |
| Bourriot-Bergonce              | 40053      | CC des Landes d'Armagnac | 82,65            | 319 (2022)                        | 3,9                | modifier les données · modifier les données |
| Brocas                         | 40056      | CC Cœur Haute Lande      | 53,46            | 727 (2022)                        | 14                 | modifier les données · modifier les données |
| Cachen                         | 40058      | CC des Landes d'Armagnac | 35,66            | 230 (2022)                        | 6,4                | modifier les données · modifier les données |
| Callen                         | 40060      | CC Cœur Haute Lande      | 87,86            | 145 (2022)                        | 1,7                | modifier les données · modifier les données |
| Canenx-et-Réaut                | 40064      | CC Cœur Haute Lande      | 28,07            | 172 (2022)                        | 6,1                | modifier les données · modifier les données |
| Cère                           | 40081      | CC Cœur Haute Lande      | 39,87            | 416 (2022)                        | 10                 | modifier les données · modifier les données |
| Commensacq                     | 40085      | CC Cœur Haute Lande      | 71,24            | 434 (2022)                        | 6,1                | modifier les données · modifier les données |
| Créon-d'Armagnac               | 40087      | CC des Landes d'Armagnac | 21,26            | 336 (2022)                        | 16                 | modifier les données · modifier les données |
| Escalans                       | 40093      | CC des Landes d'Armagnac | 30,31            | 232 (2022)                        | 7,7                | modifier les données · modifier les données |
| Escource                       | 40094      | CC Cœur Haute Lande      | 102,74           | 799 (2022)                        | 7,8                | modifier les données · modifier les données |
| Estigarde                      | 40096      | CC des Landes d'Armagnac | 29,65            | 96 (2022)                         | 3,2                | modifier les données · modifier les données |
| Gabarret                       | 40102      | CC des Landes d'Armagnac | 16,90            | 1 282 (2022)                      | 76                 | modifier les données · modifier les données |
| Garein                         | 40105      | CC Cœur Haute Lande      | 57,10            | 426 (2022)                        | 7,5                | modifier les données · modifier les données |
| Herré                          | 40124      | CC des Landes d'Armagnac | 23,14            | 141 (2022)                        | 6,1                | modifier les données · modifier les données |
| Labastide-d'Armagnac           | 40131      | CC des Landes d'Armagnac | 31,87            | 680 (2022)                        | 21                 | modifier les données · modifier les données |
| Labouheyre                     | 40134      | CC Cœur Haute Lande      | 36,13            | 2 883 (2022)                      | 80                 | modifier les données · modifier les données |
| Lagrange                       | 40140      | CC des Landes d'Armagnac | 21,13            | 190 (2022)                        | 9,0                | modifier les données · modifier les données |
| Lencouacq                      | 40149      | CC des Landes d'Armagnac | 96,62            | 376 (2022)                        | 3,9                | modifier les données · modifier les données |
| Losse                          | 40158      | CC des Landes d'Armagnac | 102,69           | 282 (2022)                        | 2,7                | modifier les données · modifier les données |
| Lubbon                         | 40161      | CC des Landes d'Armagnac | 47,74            | 80 (2022)                         | 1,7                | modifier les données · modifier les données |
| Luglon                         | 40165      | CC Cœur Haute Lande      | 41,07            | 375 (2022)                        | 9,1                | modifier les données · modifier les données |
| Luxey                          | 40167      | CC Cœur Haute Lande      | 160,07           | 653 (2022)                        | 4,1                | modifier les données · modifier les données |
| Maillas                        | 40169      | CC des Landes d'Armagnac | 63,84            | 128 (2022)                        | 2,0                | modifier les données · modifier les données |
| Maillères                      | 40170      | CC Cœur Haute Lande      | 15,05            | 230 (2022)                        | 15                 | modifier les données · modifier les données |
| Mauvezin-d'Armagnac            | 40176      | CC des Landes d'Armagnac | 4,68             | 99 (2022)                         | 21                 | modifier les données · modifier les données |
| Parleboscq                     | 40218      | CC des Landes d'Armagnac | 40,19            | 454 (2022)                        | 11                 | modifier les données · modifier les données |
| Retjons                        | 40164      | CC des Landes d'Armagnac | 77,84            | 321 (2022)                        | 4,1                | modifier les données · modifier les données |
| Rimbez-et-Baudiets             | 40242      | CC des Landes d'Armagnac | 32,84            | 104 (2022)                        | 3,2                | modifier les données · modifier les données |
| Roquefort                      | 40245      | CC des Landes d'Armagnac | 12,12            | 1 987 (2022)                      | 164                | modifier les données · modifier les données |
| Sabres                         | 40246      | CC Cœur Haute Lande      | 160,13           | 1 191 (2022)                      | 7,4                | modifier les données · modifier les données |
| Saint-Gor                      | 40262      | CC des Landes d'Armagnac | 53,72            | 312 (2022)                        | 5,8                | modifier les données · modifier les données |
| Saint-Julien-d'Armagnac        | 40265      | CC des Landes d'Armagnac | 14,64            | 109 (2022)                        | 7,4                | modifier les données · modifier les données |
| Saint-Justin                   | 40267      | CC des Landes d'Armagnac | 65,62            | 1 015 (2022)                      | 15                 | modifier les données · modifier les données |
| Sarbazan                       | 40288      | CC des Landes d'Armagnac | 22,44            | 1 151 (2022)                      | 51                 | modifier les données · modifier les données |
| Le Sen                         | 40297      | CC Cœur Haute Lande      | 51,10            | 221 (2022)                        | 4,3                | modifier les données · modifier les données |
| Solférino                      | 40303      | CC Cœur Haute Lande      | 97,83            | 361 (2022)                        | 3,7                | modifier les données · modifier les données |
| Sore                           | 40307      | CC Cœur Haute Lande      | 147,72           | 1 162 (2022)                      | 7,9                | modifier les données · modifier les données |
| Trensacq                       | 40319      | CC Cœur Haute Lande      | 79,25            | 285 (2022)                        | 3,6                | modifier les données · modifier les données |
| Vert                           | 40323      | CC Cœur Haute Lande      | 40,03            | 238 (2022)                        | 5,9                | modifier les données · modifier les données |
| Vielle-Soubiran                | 40327      | CC des Landes d'Armagnac | 32,71            | 224 (2022)                        | 6,8                | modifier les données · modifier les données |
| Canton de Haute Lande Armagnac | 4008       |                          | 2 448,10         | 22 570 (2022)                     | 9,2                | modifier les données                        |

## Démographie
En 2022, le canton comptait 22 570 habitants, en évolution de +0,45 % par rapport à 2016 (Landes : +5,78 %, France hors Mayotte : +2,11 %).
| 2013   | 2018   | 2022   |
| ------ | ------ | ------ |
| 22 274 | 22 415 | 22 570 |